# Nus au soleil
Pour plus de détails, voir Fiche technique et Distribution.
Nus au soleil (Some Like It Cool) est une comédie britannique de Michael Winner sortie en 1961.

## Synopsis
Jill aime prendre des bains de soleil nue et persuade son fiancé Roger de visiter un camp de naturistes pendant leur lune de miel.

## Fiche technique
Sauf indication contraire, les informations mentionnées dans cette section peuvent être confirmées par la base de données cinématographiques IMDb,  présente dans la section « Liens externes ».
- Titre français : Nus au soleil ou Les Nus au soleil ou Certains l'aiment frais[1]
- Titre original britannique : Some Like It Cool
- Réalisation : Michael Winner
- Scénario : Michael Winner
- Photographie : Adrienne Fancey
- Montage : Peter Austen-Hunt, Edna Dangerfield, Roy Smith
- Musique : Jackie Brown, Cy Payne
- Production : B.-C. Fancey  Michael Winner  Adrienne Fancey
- Sociétés de production : SF Films
- Pays de production :  Royaume-Uni
- Langue originale : anglais
- Format : Couleur par Eastmancolor - Son mono - 35 mm
- Durée : 61 minutes (1 h 1)
- Genre : Comédie
- Dates de sortie :
  - Royaume-Uni : 1er octobre 1961
  - France : 22 avril 1964

## Distribution
- Julie Wilson (en) : Jill
- Marc Rolland : Roger
- Wendy Smith : Joy
- Brian Jackson (en) : Mike Hall
- Thalia Vickers : Jill Clark
- Douglas Muir : Colonel Willoughby-Muir
- Vicki Smith : Un fêtard

## Production et exploitation
Le film a été en partie tourné au manoir élisabethain et au domaine attenant de Longleat dans le Wiltshire. Le budget est d'environ 9 000 livres sterling de l'époque.
Michael Winner, le réalisateur, se plaît à faire remarquer que les recettes du films ont dépassé son budget en seulement deux semaines d'exploitation.